# Mesocrapex punkikonis
Mesocrapex punkikonis là một loài bướm đêm trong họ Noctuidae.